# Arlettys Acosta
Arlettys de la Caridad Acosta Herrera, född 25 oktober 1999, är en kubansk taekwondoutövare.

## Karriär
I juli 2018 tog Acosta guld i 67 kg-klassen vid centralamerikanska och karibiska spelen i Barranquilla efter att ha besegrat costaricanska Katherine Alvarado i finalen. I maj 2019 tävlade hon i 67 kg-klassen vid VM i Manchester men blev utslagen i 32-delsfinalen av iranska Kimia Hemmati. I juli 2019 tog Acosta brons i 67 kg-klassen vid panamerikanska spelen i Lima.
I november 2022 tävlade Acosta i 62 kg-klassen vid VM i Guadalajara, där hon blev utslagen i åttondelsfinalen av uzbekiska Feruza Sadikova. I juli 2023 tog Acosta sitt andra guld i 67 kg-klassen vid centralamerikanska och karibiska spelen i San Salvador efter att ha besegrat haitiska Ava Lee i finalen. I oktober 2023 tog hon brons tillsammans med Frislaidis Martínez och Marlyn Pérez i lagtävlingen vid panamerikanska spelen i Santiago.
I maj 2024 tog Acosta guld i 73 kg-klassen vid panamerikanska mästerskapen i Rio de Janeiro efter att ha besegrat haitiska Ava Lee i finalen.